# Mezní užitek
Mezní užitek je užitek dodatečně získané jednotky daného statku, či služby, v daném okamžiku.
Mezní užitek, anglicky marginal utility (MU), vyjadřuje, o kolik vzroste celkový užitek, pokud se množství spotřebovávaného statku zvýší o jednotku. Je odvozován z celkového užitku, total utility (TU). Mezní veličiny obecně vyjadřují přírůstky a udávají, o kolik se změní jedna proměnná při změně druhé proměnné o jednotku. William Jevons definoval mezní užitek jako první derivaci z užitku celkového.
{\displaystyle MU={\frac {\Delta TU}{\Delta Q}}}
Mezní užitek se používá v kontrastu s celkovým užitkem.
Podle mezního užitku se rozhodujeme. Naopak celkový užitek naše rozhodování v danou chvíli neovlivňuje.
Příklad. Máme před sebou sklenici vody a sklenici perel. Vezmeme si raději sklenici perel, jelikož v dané chvíli je pro nás cennější (méně dostupná) než sklenice vody. (Neuvažujeme-li o člověku trpícím žízní.) Avšak celkový užitek vody je pro člověka důležitější než celkový užitek perel. Bez vody bychom nepřežili, bez perel ano.

## Zákon klesajícího mezního užitku
Zákon klesajícího mezního užitku říká, že mezní užitek s růstem objemu spotřebovávaného statku klesá. Z toho vyplývá, že nejvyšší přírůstek uspokojení potřeb přináší první spotřebovávaná jednotka statku. Každá další jednotka přináší spotřebiteli menší užitek, za předpokladu, že se nemění intenzita spotřebitelových potřeb a vzácnost tohoto statku. Ve vztahu k celkovému užitku to znamená, že zatímco mezní užitek při každé další spotřebované jednotce statku klesá, celkový užitek se naopak zvyšuje. Ovšem platí, že s růstem objemu spotřebovávaného statku se zvyšuje stále pomaleji.

## Historie vzniku teorie
Vznik teorie mezního užitku je spojen s tzv. marginalisty. Ti reagovali na klasickou ekonomickou školu, která se, z jejich pohledu, zaměřovala pouze na nabídkovou stranu trhu a podceňovala stranu poptávky. Marginalisté kladou důraz hlavně na spotřebitele. Za důležitou považovali teorii hodnoty. Právě ta objasňovala alokaci zdrojů. Hlavními představiteli marginalismu, kteří rozpracovali teorii mezního užitku jsou William Jevons, Léon Walras a Carl Menger.

## Předchůdci marginalismu
Švýcarský matematik Daniel Bernoulli jako první definoval mezní užitečnost bohatství. Podle jeho tvrzení užitečnost dodatečného bohatství s rostoucím bohatstvím klesá. Za dalšího předchůdce marginalismu je považován Johann H. von Thünen, který během zkoumání rozmístění produkce přišel s teorií mezní produktivity. Augustin A. Cournot ve své knize Zkoumání matematických principů teorie bohatství z roku 1838, jako první nakreslil funkci poptávky. Definoval poptávku jako funkci vyjadřující klesající poptávané množství v závislosti na růstu ceny. Nedokázal však nijak propojit tuto funkci s užitečností. O to se významnou měrou zasloužil Jules Dupuit. Ten na základě svých úvah o tom, že cena nevyjadřuje skutečnou hodnotu statku, přišel s něčím, co A. Marshall později nazval přebytkem spotřebitele. Posledním tzv. předchůdcem marginalismu je Wilhelm H. Gossen. Jevons a Walras se odkazovali hlavně na Gossena, jako na svého předchůdce. Jeho dílo Vývoj zákonů lidského chování (1854) formovalo základy teorie mezní užitečnosti, což definuje jako užitečnost poslední jednotky statku. Hodnota statku je, podle Gossena, vyjádřením subjektivního ocenění statku spotřebitelem.

## Marginalistická revoluce
William Jevons odmítal názory politické ekonomie v čele s jejími hlavními představiteli Davidem Ricardem a Johnem Stuartem Millem. Ekonomie má, podle Jevonsova názoru, vysvětlovat jednání ekonomického člověka, který se snaží maximalizovat své uspokojení s minimálními náklady. Tyto názory formoval ve svém stěžejním díle Teorie politické ekonomie. Mezní užitek definoval jako první derivaci z celkového užitku. O rozvoj teorie mezního užitku se dále zasloužil Léon Walras, představitel Laussanské školy. Walras odvodil funkce poptávky a nabídky z mezních užitečností. S pomocí mezní užitečnosti dále zformuloval svou teorii spotřebitelovy rovnováhy. Posledním z trojice, který je považován za zakladatele marginalistické teorie, je představitel rakouské školy Carl Menger. Ten se připojil ke kritice klasické politické ekonomie. Podle Mengera je hodnota statku subjektivním významem pro konkrétního jedince. Ve své teorii hodnoty Menger definoval statky prvního řádu, které uspokojují lidské potřeby přímo a statky vyšších řádů. Ty uspokojují potřeby lidí nepřímo a slouží k výrobě statků prvního řádu.